# 尖孢鐮刀菌古巴專化型
尖孢鐮刀菌古巴專化型（英文：Fusarium oxysporum f.sp. cubense）是一種讓香蕉致病（黃葉病）的真菌植物病原體，是尖孢鐮刀菌的一個亞種，其起源於古巴，故名。也被稱為尖孢鐮刀菌枯萎病菌、香蕉枯萎病菌、香蕉鐮刀菌或香蕉巴拿马病菌。

## 簡介
雖然野生香蕉（Musa balbisiana）的果實有大而堅硬的種子，但大部分可食用的香蕉都是無核的。大部分食用蕉是從分枝無性繁殖而來。當植物被香蕉枯萎病(F. oxysporum f. sp. cubense)感染的時候，根莖部通常沒有症狀，是這種病原體傳播的常用手段。 它可以在土壤和自來水中，農具或機器上傳播。